# Ted Mosby
Theodore Evelyn "Ted" Mosby là một nhân vật hư cấu và là vai chính trong bộ phim truyền hình hài kịch tình huống của Hoa Kỳ How I Met Your Mother, do Josh Radnor thủ vai. Ted trong phim cũng là nhân vật thuật lại từ tương lai, lồng tiếng bởi Bob Saget, khi anh ta kể với các con của mình "hành trình dài" về việc mình đã gặp mẹ của chúng thế nào.

## Tổng thể về nhân vật
Ted, nhân vật trung tâm của bộ phim, sinh ngày 25 tháng 4 năm 1978 ở Shaker Heights, Ohio (giống như người sáng lập của bộ phim, Carter Bays), tốt nghiệp từ trường Đại học Wesleyan (giống như Bays và Craig Thomas, đồng sáng lập bộ phim), và là một kiến trúc sư. Sau khi bạn thân của anh, Marshall Eriksen, đính hôn trong tập đầu của bộ phim, Ted quyết định cố gắng tìm cho mình một bạn đời lý tưởng. Cuộc tìm kiếm này đã là cốt truyện của toàn bộ bộ phim, và gồm quan hệ giữa Ted với Marshall Eriksen, Lily Aldrin, Barney Stinson và Robin Scherbatsky

### Mối quan hệ với những nhân vật khác
Mối quan hệ giữa Marshall và Ted là một khía cạnh quan trọng của bộ phim. Marshall là người duy nhất có mối quan hệ vững bền cùng Ted trong xuyên suốt bộ phim: Lily rời khỏi nhóm ở phần 2 để chuyển đến San Francisco; Robin đi đến Nam Mĩ và không nói chuyện với Ted từ sau khi họ chia tay ở phần 3; Barney và Ted giận nhau ở vài tập trong phần 3 sau khi Barney phá vỡ "Bro Code" (tạm dịch: Luật anh em) để tán tỉnh Robin. Còn với Marshall, anh luôn ở bên Ted qua tất cả những lần chia tay của anh, và Ted cũng ở bên Marshall khi Lily bỏ anh đi ở phần 2.
Ted và Barney gặp nhau hồi năm 2001 tại quán rượu McLaren's, khi Barney ngồi xuống kế bên Ted và thông báo rằng anh sẽ "dạy cậu sống như thế nào". Trong suốt bộ phim, Barney luôn ép Ted phải sống một cách hưởng thụ nhất có thể và luôn làm những điều điên rồ cùng nhau để mọi đêm đều là đêm "huyền-đợi chút đã-thoại".
Lily là một trong những người bạn thân thiết nhất và luôn là người hiểu Ted nhất trong mọi tình huống. Vì vậy Ted luôn đến hỏi Lily về những lời chỉ bảo về tình yêu, còn Lily thì tự xưng là người bảo hộ của Ted, vượt quá giới hạn khi chia rẽ Ted khỏi những người bạn gái mà cô cho rằng không phải "một nửa" của Ted - bao gồm luôn cả Robin.
Ted lần đầu gặp và mê mẩn Robin ngay từ tập đầu của bộ phim, và quan hệ giữa họ cứ mập mờ giữa tình bạn và tình yêu vài lần trong bộ phim. Ted là người hiểu Robin nhất trong suốt bộ phim, và cô ấy luôn đến hỏi ý kiến Ted hay cô ấy cần người làm mình vui. Ted không bao giờ hết cảm giác yêu Robin, thế nên, đây chính là một trong những điểm nhận được sự chú ý của cả bộ phim.

### Tính cách
Ted có thiên hướng là một kẻ phân vân về cách biểu lộ tình cảm với người khác. Như trong tập đầu của bộ phim, anh đánh cắp cây kèn xanh Pháp (còn có biệt danh là "Cậu nhỏ" của Xì trum) sau khi anh với Robin cứ bàn về nó trong suốt buổi đầu gặp nhau, nhưng rồi anh lại làm Robin sợ toáng lên khi bảo anh yêu cô ấy. Thêm một ví dụ khác, khi anh hoá trang thành một "mẩu giấy vụn" vào dịp Halloween mỗi năm, hi vọng mình sẽ gặp lại được Bí ngô lẳng lơ, một cô nàng mặc trang phục như một cái lồng đèn bí ngô mà anh ta đã từng gặp ở một bữa tiệc Halloween. Cuối cùng, khi họ gặp lại được nhau ở tập "The Slutty Pumpkin Returns" trong phần 7, thời gian tìm hiểu ngắn ngủi của họ đã là một thảm hoạ.
Ted luôn miêu tả mình là một gã "nửa dòng máu Do Thái". Anh được người ta nhìn thấy khi cổ vũ cho đội Cleveland Indians khi họ chơi cho New York Yankees trong một trận bóng chày trong tập "Where Were We?" và cũng ám chỉ có một lần anh bị sập bẫy của một nhóm nhạc rock tại một trung tâm thương mại tại Ohio khi anh lên 9 trong tập "Slap Bet". Anh và Marshall ban đầu là hai gã sinh viên năm nhất vô tình được sắp xếp chung phòng tại Wesleyan và trở thành bạn sau một chuyến đi dài định mệnh cùng nhau ở tập "Arrivederci, Fiero".
Trong một thời gian, Ted khẳng định rằng mình "không-hề-nôn-từ-năm-93", nghĩa là anh chưa hề nôn cho dù bất cứ lý do gì từ năm 1993. Dù sao thì sau đó ở tập "Game Night", anh đã tiết lộ điều này không hề có thật, và anh đã nôn vào thảm ở cửa nhà Robin. Anh biết tiếng Pháp và ngôn ngữ ra dấu, anh có khuynh hướng nói nhảy vào những điều mà người khác đang nói. Anh tự cho mình là người "có máu thám tử", và thậm chí có hẳn một câu lạc bộ thám tử hồi nhỏ, gọi là "The Mosby Boys". Anh cũng nói và đọc được tiếng Tây Ban Nha, mặc dù khá vụng về. Pablo Neruda là một trong những tác giả mà anh yêu thích nhất.

## Tiến triển của nhân vật
Trong một khoảng thời gian ở phần 1, Ted hẹn hò cùng một cô gái ở tiệm bánh tên là Victoria, người mà anh gặp được ở đám cưới của một người bạn. Sau đó, cô ấy đồng ý tham gia một nhóm bạn hữu cùng làm bếp núc tại Đức, thúc giục Ted về một mối quan hệ yêu xa mà mình muốn, mà sau này không kéo dài được lâu vì tình cảm dành cho Robin của anh còn sâu nặng. Ted sau đó làm Robin buồn vì ngụ ý Victoria chia tay anh vì cô không dứt khoát với anh; mà tiếp theo đó, Ted và Robin lại mặn nồng bên nhau trước khi cả hai cô gái đều nhận ra mình bị lừa. Ted và Robin sau đó chấp thuận làm bạn cùng nhau và trong tập "Come on", Ted lần nữa khiến Robin động lòng khi thuê cả một dàn nhạc chơi những nhạc cụ toàn màu xanh trong phòng trong khi anh cầu hôn cô ấy. Cô ấy cuối cùng cũng yêu Ted khi Ted nhảy một bài cầu mưa rất phức tạp. Họ hẹn hò cùng nhau trong suốt phần 2 của bộ phim, nhưng rồi lại chia tay vì nhận ra hai người muốn những điều khác nhau trong cuộc sống ở tập "Something Blue"
Ở tập "No Tomorrow" tiết lộ vào ngày thánh Patrick, Ted và Barney đến dự một mà buổi tiệc mà vợ tương lai của Ted cũng có mặt ở đó, mặc dù anh không được gặp cô ấy trong đêm hôm đó. Khi anh lần nữa trở lại căn phòng của bữa tiệc vào sáng hôm sau, anh nhặt được một cây dù màu vàng, là cây dù tốc bay trong gió xuất hiện trong đoạn quảng cáo của phần phim này. Cùng với đó, anh trở thành nhân vật chính thứ hai có cho mình một chiếc xe (một chiếc Toyota Camry Hybrid màu xanh) sau khi được nâng chức trong tập "The Chain of Screaming". Cuối tập đó, Ted quyết định bán chiếc xe để giúp đỡ khó khăn về tiền bạc lúc đó của Marshall.
Bắt đầu với phần 3, anh vô tình có một hình xăm ở sau hông của mình khi say. Anh đến gặp bác sĩ Stella Zinman để xoá đi hình xăm đó, mà sau đó tiến đến một buổi hẹn cùng cô ấy trong tập "The Platinum Rule". Ở tập "Ten Sessions", anh nhận ra mình yêu cô ấy và sau khi xoá xong hình xăm đó, Ted dẫn cô ấy đến một buổi hẹn kéo dài trong 2 phút. Họ bắt đầu hẹn hò và ở cuối tập "Miracles", Ted cầu hôn cô ấy. Cô chấp thuận ở đầu phần 4. Ở tập "Shelter Island", Ted mời bạn trai cũ của Stella - Tony, đến dự đám cưới của họ; Stella và Tony lại nhen nhóm tình cũ và sau đó Stella đã bỏ mặc anh lại nơi lễ cưới.
Cuộc sống của Ted tiếp tục xuống dốc ở phần 4. Sau khi bị bỏ lại ở nơi nhà thờ diễn ra lễ cưới, Ted gặp rắc rối khi phải bắt kịp lại với việc hẹn hò và công việc của anh ấy cũng trở nên khó khăn. Sau khi anh được thuê để thiết kế một dự án cho Ngân hàng Quốc gia Goliath, anh bị sa thải sau nhiều tuần làm việc không hiệu quả. Anh cố gắng vượt qua chuyện này bằng cách bắt đầu gầy dựng thương hiệu công ty cho riêng mình, tên là Mosbius Designs, nhưnglại tiếp tục không thành công. Trong tập cuối phần 4 "The Leap", Ted sau cùng cũng chấp nhận làm công việc mà Tony đề nghị anh nên làm, với mong muốn làm hoà cùng anh, là công việc của một Giáo sư về khoa Kiến Trúc. Nhưng khi ra mắt bộ phim The Wedding Bride của riêng mình trong phần tới, Tony châm biếm Ted như là một kẻ gian ác chia rẽ cặp đôi lãng mạn giữa Tony và Stella.
Anh chạm đến đỉnh điểm của sự xuống dốc ở phần 7 khi anh giãi bày cùng Robin rằng anh bắt đầu tin rằng mình sẽ không thể nào gặp được "một nửa" của mình. Điều này vượt quá giới hạn khi anh nói với Robin rằng anh vẫn còn yêu cô ấy sau khi cuộc chia tay của cô với Kevin. Nhưng dù vậy, Robin không đáp lại tình cảm của anh ấy và chuyển đi nơi khác. Cuối cùng, Ted giao lại căn hộ cho Marshall và Lily và chuyển về căn hộ mà Quinn - bạn gái của Barney từng sống ở đó. Trong tập "Trilogy Time" có hé lộ rằng năm 2015, con gái của Ted sẽ được sinh ra.
Sau vài tháng, Ted quyết định làm hoà với Robin và cô ấy giúp Ted nhận ra rằng Victoria mới là người phụ nữ duy nhất hợp với anh. Khi Ted gọi cho Victoria, cô đến trước mặt anh trong một bộ váy cưới và nói rằng mình sẵn sàng chạy trốn cùng anh. Ban đầu, anh cố gắng đưa cô về đám cưới của mình, nhưng sau khi nhận rằng mình mến cô ấy đến nhường nào, anh đổi ý và họ cùng nhau chạy xe thẳng tới ánh nắng phía trước. Sau khi hẹn hò vài tuần, Victoria nói cô chỉ cưới Ted với điều kiện phải chấm dứt tình bạn với Robin. Ted sau đó nói với Victoria rằng cho dù anh không còn tình cảm với Robin nhưng cô ấy giờ đây như là gia đình và là một phần không thể thay thế đối với anh ấy. Victoria chúc anh ấy may mắn và sau cùng đã chia tay với anh ấy.
Trong phần 7, tập "P.S. I Love You", Ted gặp Jeanette Peterson, cô bạn gái cuối cùng của anh trước khi gặp the Mother. Ted và Jeanette gặp nhau ở tàu điện ngầm sau khi Ted để ý rằng cô ấy và anh vô tình đọc cùng một quyển sách. Jeanette sau này lộ diện mình là một kẻ bị ám ảnh về anh: anh biết được cô ấy lén theo dõi mình khoảng một năm rưỡi (từ khi anh lên bìa tờ Tạp chí Time), mua cùng một quyển sách với anh chỉ sau khi anh rời tiệm sách khoảng 10 phút (quyển sách mà họ cùng nhau đọc trên tàu điện ngầm) và cố gắng mồi một đám lửa bên ngoài hành lang nơi anh dạy học chỉ để gặp anh. Trong khi bạn của Ted vô cùng hoảng sợ, anh lại thấy điều này lãng mạn và bỏ qua những dấu hiệu sai trái kia. Trong tập "Weekend at Barney's", Jeanette chia tay với Ted; cô ấy làm đúng gần như hầu hết những gì cô ấy nói để chứng minh rằng anh đang lừa dối cô ta. Trong tập "The Final Page - Phần 2", khi Barney cố đưa Ted gặp một cô nàng khác để anh quên đi Jeanette, Jeanette lại tìm được anh ở quán bar và họ quay lại với nhau. Tuy nhiên, chuyện này không kéo dài lâu: Jeanette tìm được cuốn bí kíp của Barney và sau đó phá huỷ cả căn hộ, không cho Ted vào và ném tất cả đồ đạc của anh ấy ra ngoài cửa sổ. Ngay lúc đó, Ted quyết định mình không muốn sống độc thân nữa mà sẵn sàng cho việc ổn định cuộc sống của mình.
Mặc dù rất hạnh phúc cho họ, Ted lại cảm thấy buồn khi Robin và Barney đính hôn cùng nhau. Trong tập "The Time Travelers", Ted trong tương lai tưởng tượng mình phải tìm được The Mother nhiều tuần trước khi cuộc gặp thật sự bắt đầu, để anh ấy có thể nói mình mong muốn được gặp cô ấy đến nhường nào. Cho dù rất ủng hộ việc hai người bạn của mình đính hộn, nhưng anh lại nhận ra mình vẫn còn tình cảm với Robin và điều đó khiến mọi chuyện sẽ khó khăn hơn cho anh khi chạm mặt họ sau khi kết hôn, thế nên anh lập kế hoạch chuyển đến Chicago ngay sau khi họ cưới nhau.
Phần cuối của bộ phim trải dài trong tuần lễ diễn ra đám cưới của Barney và Robin, khi Ted đang vật lộn với tình cảm của mình cho Robin. Anh vượt qua một chặng đường khá khó khăn để tìm lại mặt dây chuyền mà Robin đã chôn ở Công viên Trung tâm nhiều năm trước, khi cô muốn việc tìm ra cái dây chuyền đó sẽ là một "điềm lành từ vũ trụ" rằng cô nên lấy Barney. Nhưng ngay trước đám cưới, Robin rất lo lắng và nói với anh rằng người mà cô ấy nên kết hôn là anh chứ không phải là Barney. Ted bèn giấu nhẹm tình cảm thật của mình để nói rằng mình không còn yêu cô ấy như ngày trước nữa. Sau đó, anh đứng cùng bạn bè mình trong nhà thờ lúc Robin cưới Barney, anh cũng chia tay bạn bè mình một cách trìu mến. Phần cuối cũng chứa nhiều cảnh tương lai cho thấy cuộc sống của Ted và the Mother, gồm lần hẹn đầu tiên của họ, ngày anh cầu hôn cô ấy và ngày cô sinh cho anh đứa con thứ hai.
Trong tập cuối, "Last Forever" hé lộ rằng Ted cuối cùng cũng gặp vợ của anh ấy, người mà tên thật là Tracy McConnell, tại trạm tàu hoả, nơi mà anh ấy chuẩn bị rời đến Chicago. Họ chưa thật sự cưới nhau trong hơn 5 năm, khi đã có cho mình 2 người con là Penny và Luke. Tracy qua đời vào năm 2024.
Cùng với sự kết thúc của câu chuyện, con của anh nói với anh rằng người mẹ xuất hiện rất ít trong câu chuyện của anh mà lại toàn tập trung vào Robin, người mà lúc bấy giờ đã li hôn cùng Barney. Trong khi Ted phủ nhận điều đó, bọn trẻ nói rằng anh đang muốn hỏi ý kiến của chúng về việc hẹn hò với Robin - điều mà chúng đồng ý. Trong cảnh cuối cùng của bộ phim, Ted đứng ngoài cửa sổ nhà Robin, giơ cây kèn xanh Pháp lên hệt như hồi mới hẹn hò lần đầu.

## Ted trong tương lai
Ted trong tương lai, được lồng tiếng bởi Bob Saget, kể lại hầu hết ở các tập phim cho các con mình nghe ở năm 2030, lồng câu chuyện vào việc làm thế nào mà anh gặp được mẹ của chúng. Người mẹ cuối cùng được tiết lộ ở cuối phần 8 trong tập "Something New", được Cristin Milioti thủ vai.
Trong tập đầu của phần 3, "Wait for It", hai đứa con của Ted biết được "phiên bản ngắn" của câu chuyện làm thế nào mà anh gặp được mẹ chúng, điều đó có liên quan đến cái dù màu vàng của cô ấy. Một vài manh mối cho thấy vợ tương lai của Ted là một sinh viên đại học chuyên ngành kinh tế, cô ấy ở trong phòng học trong ngày đầu mà Ted đi dạy trong công việc của một Giáo sư, khi anh ấy đi nhầm lớp và đứng dạy môn Kiến trúc học ngay ở lớp học Kinh tế. Cô cũng được nhắc đến khi cô có tham dự một hộp đêm mà Ted và Barney cũng có mặt vào ngày Thánh Patrick năm 2008. Trong tập ở phần 1 "Belly Full of Turkey", Ted ở tương lai có đùa với con của anh rằng một vũ nữ mà anh gặp tên là Tracey chính là mẹ của chúng (cuối cùng người mẹ tên đúng là Tracy). Ted tương lai cũng kể với các con rằng anh gặp mẹ của chúng "trong ngày diễn ra một lễ cưới" mà sau này được tiết lộ là lễ cưới của Barney và Robin, Ted là phù rể. Trong tập đầu phần 8, Ted ngồi đọc sách trong khi chờ ở một trạm tàu hoả tại "Farhamton" sau đám cưới của Barney và Robin, cũng là lúc The Mother bước đến nơi đó từ một chiếc xe taxi. Trong phần 8, tập "Band or DJ?", Ted tương lai lại hé lộ rằng The Mother chơi guitar bass ở ban nhạc trong lễ cưới của Barney và Robin. Cho dù trong cảnh hé lộ cho thấy Ted không gặp được The Mother tại lễ cưới. Ted và vợ của anh được nhìn thấy trong cảnh hé lộ khi họ đứng ngoài rạp chiếu phim với biển quảng cáo The Wedding Bride III trong tập "No Pressure", mặc dù khuôn mặt của người vợ bị khuất và không để lại danh tính. Trong suốt bộ phim, Ted Tương lai luôn dùng thì quá khứ khi kể về The Mother. Điều này lý giải vì sao nhân vật The Mother mất vào năm 2030.